# قشلاق أينالي صمد (مقاطعة بيله سوار)
قشلاق أينالي صمد (بالفارسية: قشلاق اینالی صمد) هي منطقة سكنية تقع في إيران في أردبيل. يقدر عدد سكانها بـ 55 نسمة .